# Крутоярский сельсовет (Ставропольский край)
Крутоя́рский сельсове́т — упразднённое сельское поселение в составе Георгиевского района Ставропольского края Российской Федерации.

## География
Находится в северной части Георгиевского района.

## История
Статус сельского поселения определён Законом Ставропольского края от 4 октября 2004 года № 88-кз.
1 июня 2017 года, в соответствии с Законом Ставропольского края от 2 марта 2017 года № 21-кз, городской округ город Георгиевск и все муниципальные образования Георгиевского муниципального района (Александрийский сельсовет, Балковский сельсовет, станица Георгиевская, село Краснокумское, Крутоярский сельсовет, Станица Лысогорская, Незлобненский сельсовет, село Новозаведенное, посёлок Новый, село Обильное, станица Подгорная, Ульяновский сельсовет, Урухский сельсовет и Шаумяновский сельсовет) преобразованы, путём их объединения, в Георгиевский городской округ.

## Население
| 1989  | 2002  | 2010  | 2011  | 2012  | 2013  | 2014  |
| ----- | ----- | ----- | ----- | ----- | ----- | ----- |
| 1353  | ↗1389 | ↗1575 | →1575 | ↘1539 | ↗1540 | ↘1529 |
| 2015  | 2016  | 2017  |       |       |       |       |
| ↘1524 | ↘1517 | ↘1508 |       |       |       |       |

### Национальный состав
По итогам переписи населения 2010 года на территории поселения проживали следующие национальности (национальности менее 1 %, см. в сноске к строке «Другие»):
| Национальность | Численность | Процент |
| -------------- | ----------- | ------- |
| Русские        | 956         | 60,70   |
| Даргинцы       | 229         | 14,54   |
| Агулы          | 152         | 9,65    |
| Лезгины        | 67          | 4,25    |
| Армяне         | 29          | 1,84    |
| Табасараны     | 18          | 1,14    |
| Чеченцы        | 18          | 1,14    |
| Корейцы        | 16          | 1,02    |
| Другие         | 73          | 4,63    |
| Итого          | 1575        | 100,00  |

## Состав поселения
До упразднения Крутоярского сельсовета в состав его территории входили 2 населённых пункта:
| № | Населённый пункт | Тип населённого пункта          | Население |
| - | ---------------- | ------------------------------- | --------- |
| 1 | Крутоярский      | посёлок                         | ↗470      |
| 2 | Падинский        | посёлок, административный центр | ↗1100     |

## Местное самоуправление
- Совет депутатов сельского поселения Крутоярский сельсовет (состоиял из 11 депутатов, избираемых на муниципальных выборах по одномандатным избирательным округам сроком на 5 лет)
- Администрация сельского поселения Крутоярский сельсовет

Главы поселения
- Чудикова Нина Николаевна

## Инфраструктура
Дом культуры, библиотека, фельдшерско-акушерный пункт

## Образование
- Детский сад № 12 «Ивушка»
- Средняя общеобразовательная школа № 27